# یانائول (شهرستان کوگارچینسکی، باشقیرستان)
یانائول (انگلیسی: Yanaul, Kugarchinsky District, Republic of Bashkortostan) یک شهرک در شهرستان کوگارچینسکی جمهوری باشقیرستان در کشور روسیه است.